# 5419 Benua
5419 Benua este un asteroid din centura principală, descoperit pe 29 septembrie 1981, de Liudmila Juravliova.